# Universidade de Ballarat

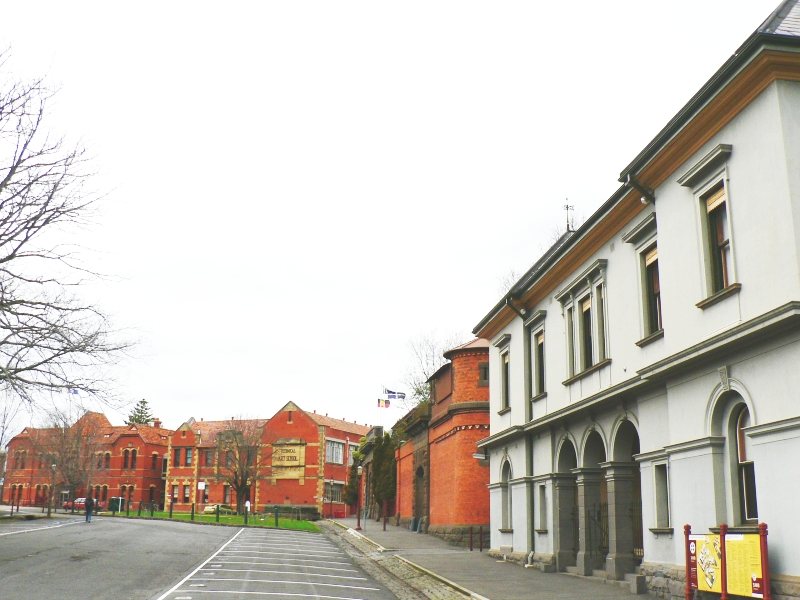

A Universidade de Ballarat (em inglês: University of Ballarat) é uma universidade localizada em Ballarat, Vitória, Austrália. Foi fundada em 1994.